# Лео Штулац
Лео Штулац (словен. Leo Štulac, нар. 26 вересня 1994, Копер, Словенія) — словенський футболіст, центральний півзахисник італійського клубу «Емполі» та національної збірної Словенії. На правах оренди грає за «Палермо».

## Клубна кар'єра
Лео Штулац народився у місті Копер і є вихованцем місцевого однойменного клуба. У квітні 2011 року у віці 16 років і 6  місяців Штулац дебютував у першій команді «Копера». У квітні 2013 року Лео відправився в оренду у клуб Третьої ліги - «Декані» та вже влітку того року повернувся до «Копера». За час, проведений у команді, Штулац допоміг «Коперу» виграти Кубок та Суперкубок Словенії.
Влітку 2016 року Штулац перейшов до італійської «Венеції», з якою виграв турнір Серії С і наступний сезон провів у Серії В. Після чого контракт словенця за 1,3 млн євро викупив клуб Серії А «Парма». Провівши один сезон у клубі, у 2019 році Штулац перейшов до клубу «Емполі», з яким у 2021 році виграв Серію В та повернувся до Серії А.
Відіграв на рівні найвищого італійського дивізіону за «Емполі» сезон 2021/22, після чого був орендований друголіговим «Палермо».

## Збірна
9 вересня 2018 року у матчі Ліги націй проти команди Кіпру Лео Штулац дебютував у національній збірній.

## Статистика виступів

### Статистика клубних виступів
| Сезон               | Команда             | Чемпіонат           | Чемпіонат | Чемпіонат | Національний кубок | Національний кубок | Національний кубок | Континентальні кубки | Континентальні кубки | Континентальні кубки | Інші змагання | Інші змагання | Інші змагання | Усього | Усього |
| Сезон               | Команда             | Ліга                | Ігор      | Голів     | Ліга               | Ігор               | Голів              | Ліга                 | Ігор                 | Голів                | Ліга          | Ігор          | Голів         | Ігор   | Голів  |
| ------------------- | ------------------- | ------------------- | --------- | --------- | ------------------ | ------------------ | ------------------ | -------------------- | -------------------- | -------------------- | ------------- | ------------- | ------------- | ------ | ------ |
| 2010–11             | «Копер»             | 1. СНЛ              | 4         | 0         | КС                 | 0                  | 0                  | -                    | -                    | -                    | -             | -             | -             | 4      | 0      |
| 2011–12             | «Копер»             | 1. СНЛ              | 9         | 0         | КС                 | 0                  | 0                  | ЛЄ                   | 0                    | 0                    | -             | -             | -             | 9      | 0      |
| 2012–13             | «Копер»             | 1. СНЛ              | 10        | 2         | КС                 | 0                  | 0                  | -                    | -                    | -                    | -             | -             | -             | 10     | 2      |
| 2013–14             | «Копер»             | 1. СНЛ              | 14        | 0         | КС                 | 1                  | 0                  | -                    | -                    | -                    | -             | -             | -             | 15     | 0      |
| 2014–15             | «Копер»             | 1. СНЛ              | 28        | 0         | КС                 | 5                  | 1                  | ЛЄ                   | 1                    | 0                    | -             | -             | -             | 34     | 1      |
| 2015–16             | «Копер»             | 1. СНЛ              | 29        | 6         | КС                 | 3                  | 0                  | -                    | -                    | -                    | -             | -             | -             | 32     | 6      |
| Усього за «Копер»   | Усього за «Копер»   | Усього за «Копер»   | 94        | 8         |                    | 9                  | 1                  |                      | 1                    | 0                    |               | -             | -             | 104    | 9      |
| 2016–17             | «Венеція»           | ЛП                  | 14        | 0         | КІ-ЛП              | 5                  | 2                  | -                    | -                    | -                    | -             | -             | -             | 19     | 2      |
| 2017–18             | «Венеція»           | B                   | 21+3      | 6+1       | КІ                 | 0                  | 0                  | -                    | -                    | -                    | -             | -             | -             | 24     | 7      |
| Усього за «Венецію» | Усього за «Венецію» | Усього за «Венецію» | 35+3      | 6+1       |                    | 5                  | 2                  |                      | -                    | -                    |               | -             | -             | 43     | 9      |
| 2018–19             | «Парма»             | A                   | 26        | 0         | КІ                 | 1                  | 0                  | -                    | -                    | -                    | -             | -             | -             | 27     | 0      |
| 2019–20             | «Емполі»            | B                   | 24        | 2         | КІ                 | 2                  | 0                  | -                    | -                    | -                    | -             | -             | -             | 26     | 2      |
| 2020–21             | «Емполі»            | B                   | 36        | 3         | КІ                 | 1                  | 0                  | -                    | -                    | -                    | -             | -             | -             | 37     | 3      |
| 2021–22             | «Емполі»            | A                   | 23        | 2         | КІ                 | 3                  | 0                  | -                    | -                    | -                    | -             | -             | -             | 26     | 2      |
| лип.-серп. 2022     | «Емполі»            | A                   | 0         | 0         | КІ                 | 1                  | 0                  | -                    | -                    | -                    | -             | -             | -             | 1      | 0      |
| Усього за «Емполі»  | Усього за «Емполі»  | Усього за «Емполі»  | 83        | 7         |                    | 7                  | 0                  |                      | -                    | -                    |               | -             | -             | 90     | 7      |
| серп. 2022–23       | «Палермо»           | B                   | 4         | 0         | КІ                 | -                  | -                  | -                    | -                    | -                    | -             | -             | -             | 4      | 0      |
| Усього за кар'єру   | Усього за кар'єру   | Усього за кар'єру   | 245       | 22        |                    | 22                 | 3                  |                      | 1                    | 0                    |               | -             | -             | 268    | 25     |

### Статистика виступів за збірну
| Дата       | Місто   | Господарі          | Результат | Гості      | Турнір                               | Голи | Примітки |
| ---------- | ------- | ------------------ | --------- | ---------- | ------------------------------------ | ---- | -------- |
| 9-9-2018   | Нікосія | Кіпр               | 2 – 1     | Словенія   | Ліга націй УЄФА 2018-2019 - 1-й етап | -    | 77'      |
| 13-10-2018 | Осло    | Норвегія           | 1 – 0     | Словенія   | Ліга націй УЄФА 2018-2019 - 1-й етап | -    | 46'      |
| 19-11-2018 | Софія   | Болгарія           | 1 – 1     | Словенія   | Ліга націй УЄФА 2018-2019 - 1-й етап | -    | 88'      |
| 1-6-2021   | Скоп'є  | Північна Македонія | 1 – 1     | Словенія   | товариський матч                     | -    | 52'      |
| 4-6-2021   | Копер   | Словенія           | 6 – 0     | Гібралтар  | товариський матч                     | -    | 62'      |
| 1-9-2021   | Любляна | Словенія           | 1 – 1     | Словаччина | Відбір до ЧС 2022                    | -    | 70'      |
| 11-11-2021 | Трнава  | Словаччина         | 2 – 2     | Словенія   | Відбір до ЧС 2022                    | -    |          |
| 14-11-2021 | Любляна | Словенія           | 2 – 1     | Кіпр       | Відбір до ЧС 2022                    | -    | 84'      |
| Усього     |         | Матчів             | 8         |            | Голів                                | 0    |          |

## Досягнення
Копер
 Переможець Кубка Словенії: 2014/15
 Переможець Суперкубка Словенії: 2015